# Aristida stenostachya
Aristida stenostachya är en gräsart som beskrevs av Clayton. Aristida stenostachya ingår i släktet Aristida och familjen gräs. Inga underarter finns listade i Catalogue of Life.